# 2753 Duncan
2753 Duncan eller 1966 DH är en asteroid i huvudbältet, som upptäcktes 18 februari 1966 av Indiana Asteroid Program vid Indiana University Bloomington med Goethe Link Observatory. Asteroiden har fått sitt namn efter John C. Duncan.
Asteroiden har en diameter på ungefär 19 kilometer.